# 伊藤正次
伊藤 正次（いとう まさつぐ、1972年 - ）は、日本の政治学者、東京都立大学法学部教授。専門は行政学。

## 来歴
東京都生まれ。1995年東京大学法学部卒業、2001年東京大学大学院法学政治学研究科博士課程修了、2001年に博士（法学）（東京大学）。2001年より東京都立大学 (1949-2011)法学部助教授に就任。2007年首都大学東京都市教養学部・大学院社会科学研究科准教授を経て、教授。
所属学会は、日本行政学会、日本政治学会、日本自治学会（幹事）。
指導教授は西尾勝及び森田朗。
公文書管理委員会 委員

## 著書
- 『ホーンブック地方自治』（共著、北樹出版、2007年初版・2011年改訂版）
- 『日本型行政委員会制度の形成』（東京大学出版会，2003年）
- 『自治体の構想(第四巻・機構)』（共著、岩波書店、2002年）
- 『公立高等学校入学者選抜政策の比較分析』（東京大学都市行政研究会研究叢書16，1998年，第24回東京市政調査会藤田賞受賞）
- 『中央周辺関係の比較政治学』（東京大学都市行政研究会研究叢書13、1996年）